# Barcodelesegerät

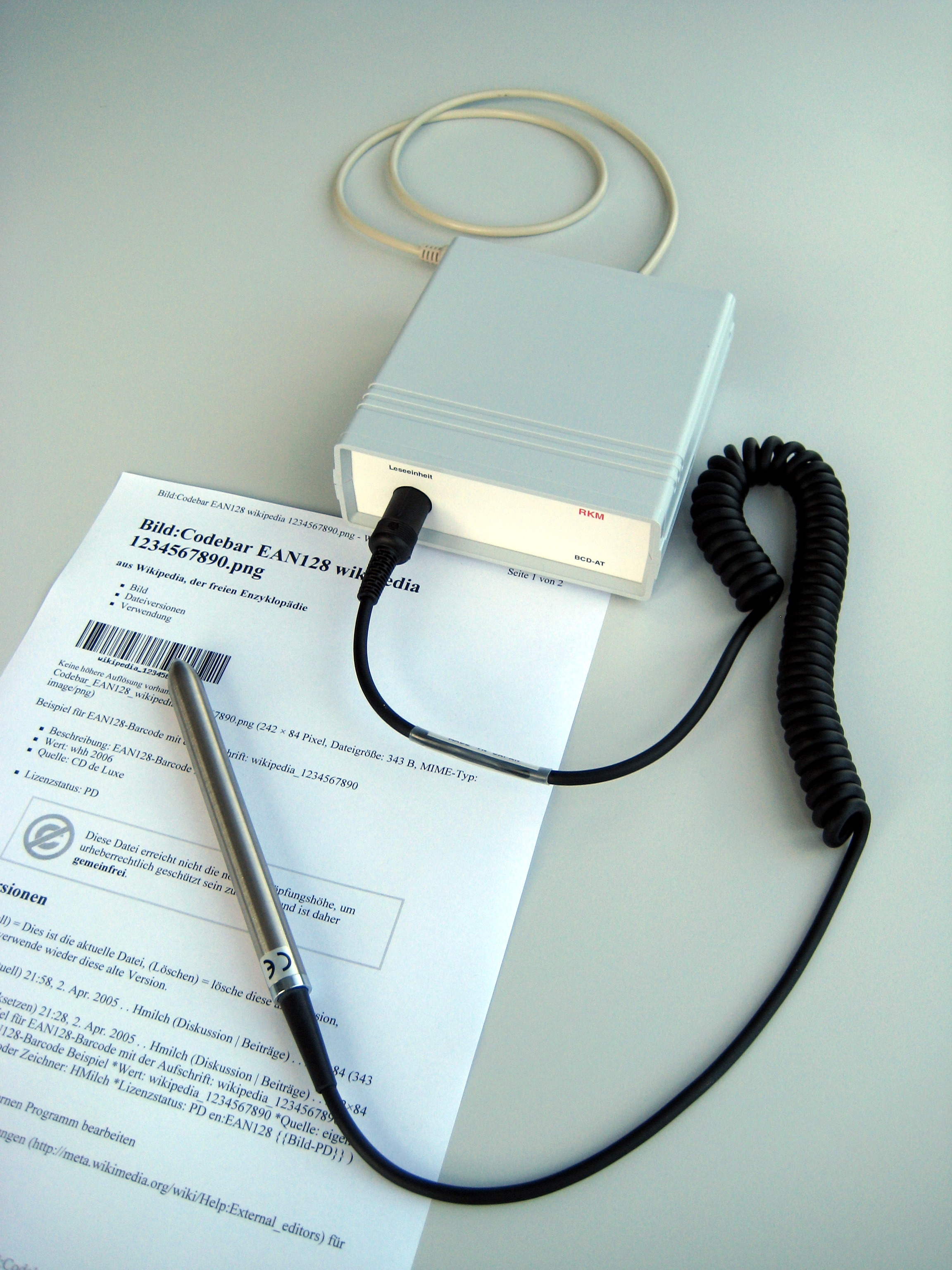
Barcodelesestift mit Leseeinheit

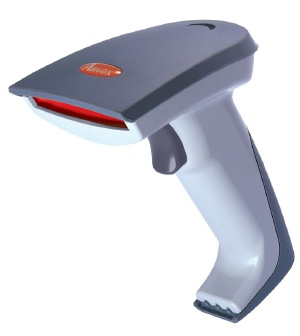
Barcodelesegerät

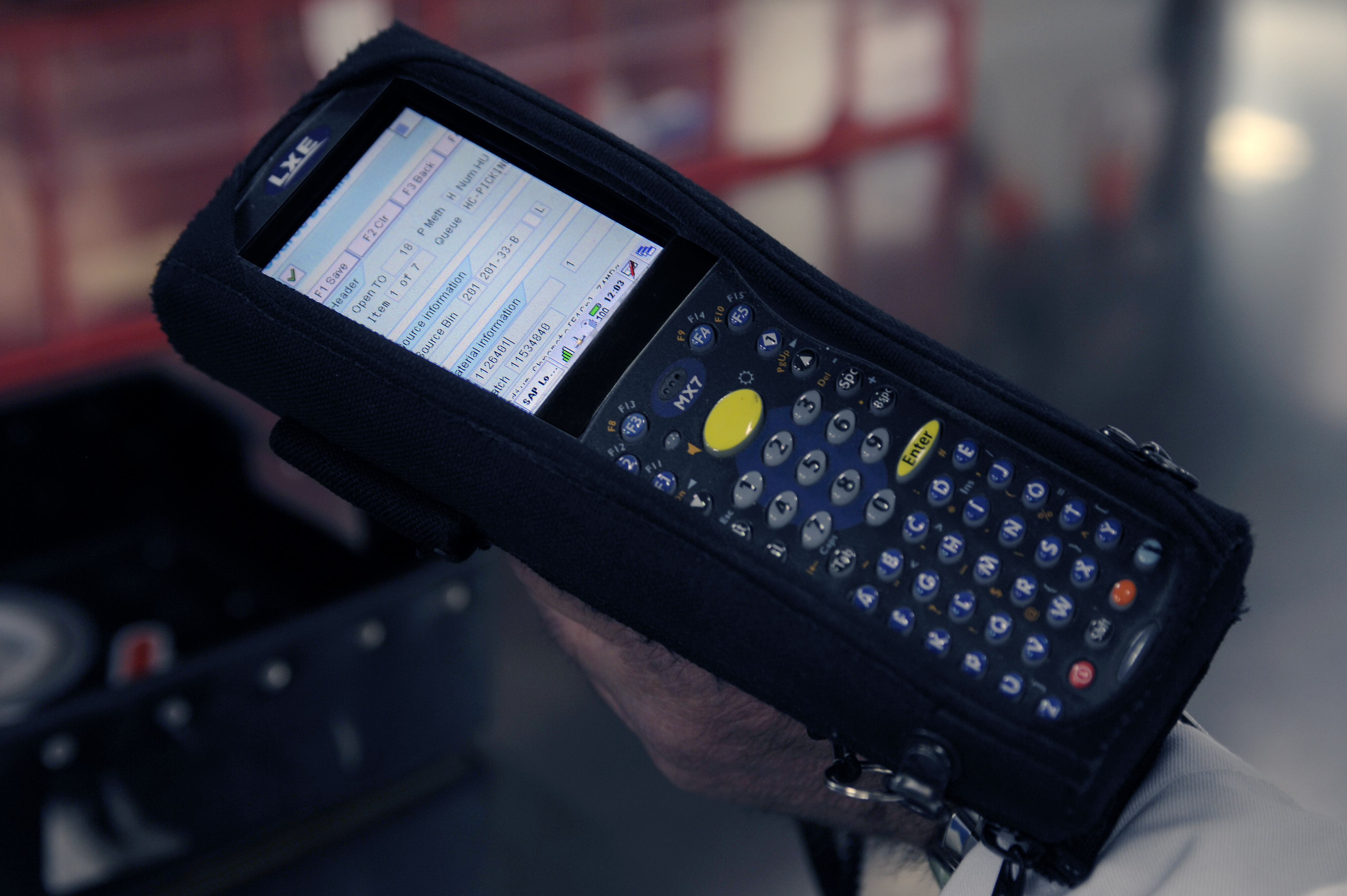
Paket-Tracking-Barcodescanner

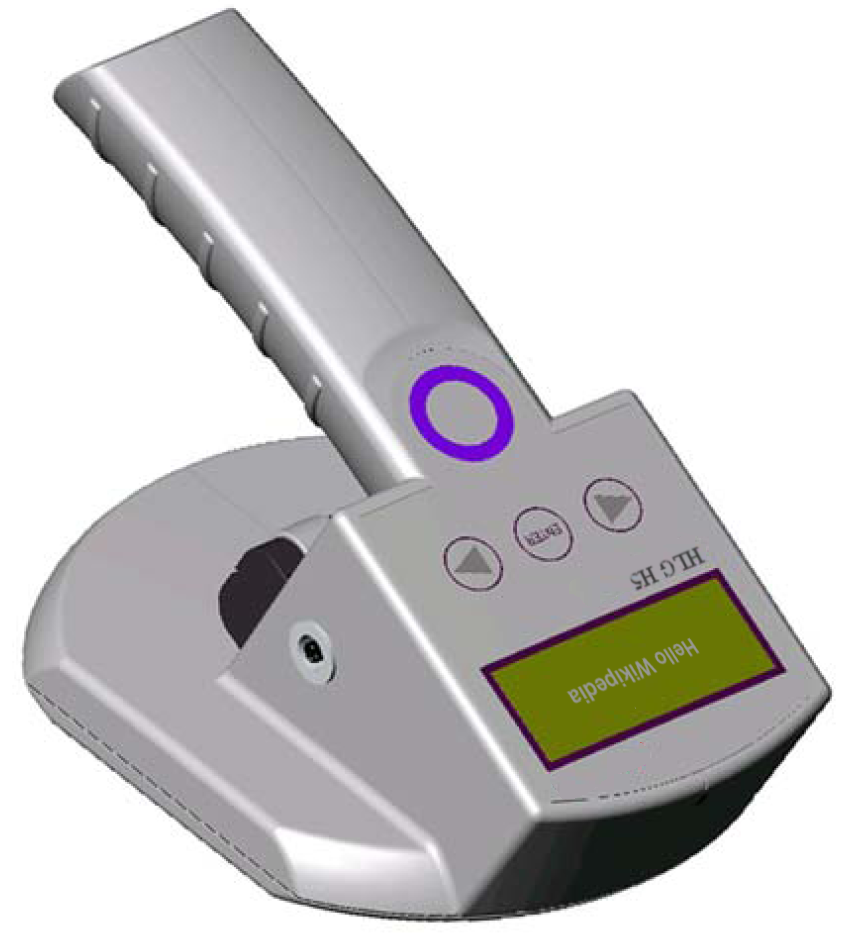
Multi-Barcodelesegerät

Ein Barcodeleser ist ein Datenerfassungsgerät, das verschiedene Barcodes lesen und weitergeben kann. Die Erkennung dieser Strichcodes erfolgt dabei rein optisch entweder mit Rot- oder Infrarotlicht. Jeder Barcodeleser besteht aus der eigentlichen Leseeinheit und der nachgeschalteten Dekodiereinheit. Während dies bei den Lesestiften meistens zwei Geräte sind (es gibt auch Lesestifte mit integriertem Dekoder), ist bei fast allen anderen Gerätetypen die Dekodiereinheit in der Leseeinheit integriert. Fast alle Typen sind mittlerweile als stationäre, als kabelgebundene Handscanner oder als mobile Erfassungsgeräte (z. B. Inventurterminals mit integriertem Barcodescanner) auf dem Markt erhältlich.

## Gerätetypen

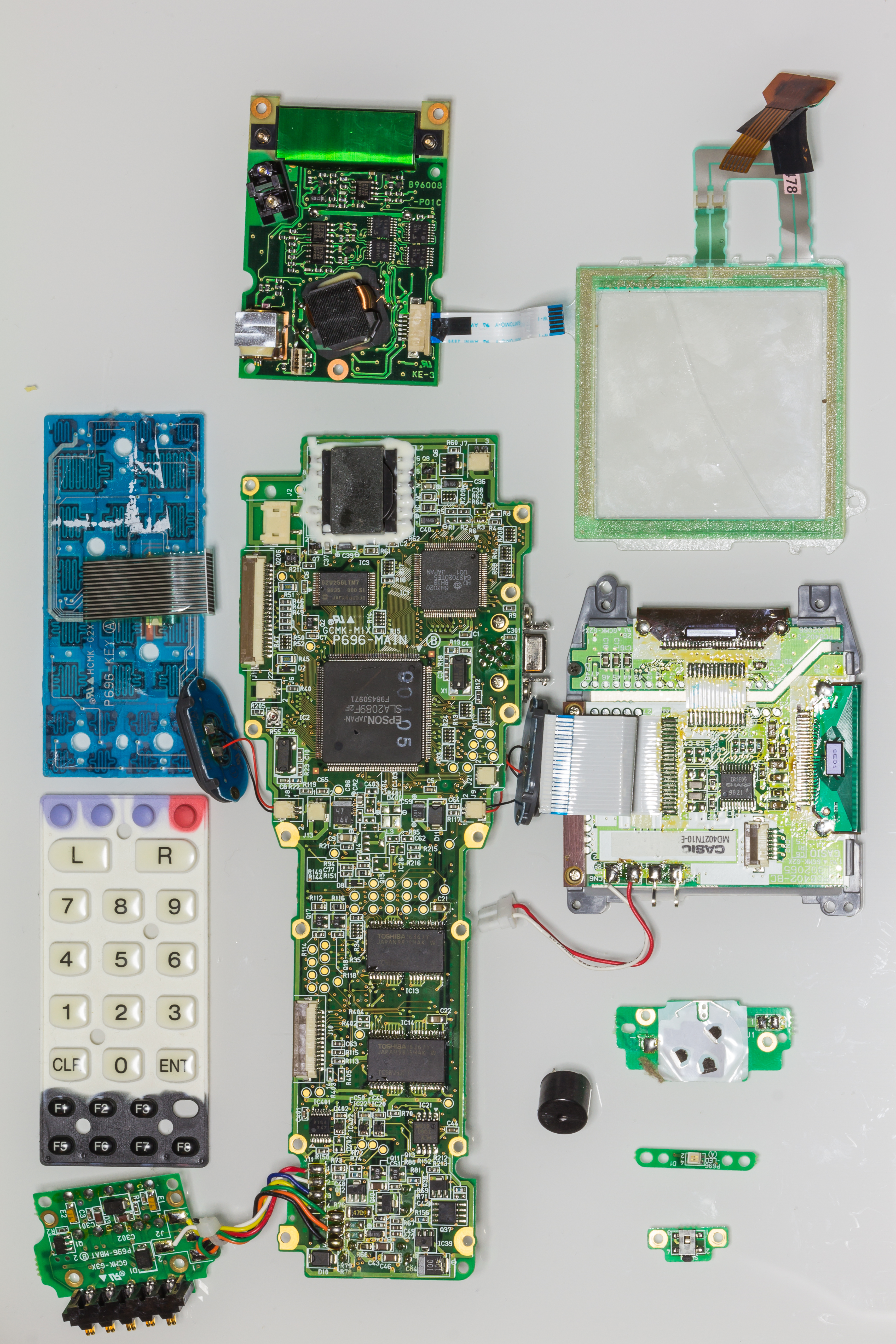
Elektronikkomponenten eines Barcodescanners vom Typ Casio DT-800M70E

### Lesestift
Der Lesestift wird von Hand unmittelbar über den Barcode bewegt. In seiner optischen Spitze sind eine Lichtquelle, in der Regel eine Leuchtdiode, und ein lichtempfindlicher Sensor untergebracht. Das Licht der Leuchtdiode wird von den Strichen und Lücken des Barcodes unterschiedlich stark reflektiert. Ein Dekoder empfängt diese unterschiedlichen Hell/Dunkel-Signale, entziffert so den Barcode und überträgt die darin enthaltene Nutzinformation an das nachgeschaltete System (z. B. PC, Kasse, o. Ä.). Es ist eine von Richtung und Tempo her möglichst gleichmäßige Bewegung über den Barcode notwendig, um das Signal fehlerfrei dekodieren zu können. Während die eigentliche Technik des Erfassens von hellen und dunklen Reflexionen gleich geblieben ist, werden Lesestifte seit dem Ende der 1990er Jahre wegen ihrer Nachteile in der Anwendung kaum oder nur bei ganz bestimmten Anwendungen eingesetzt.
Vorteile:
- geringe Anschaffungskosten (ca. 10–80 Euro)
- relativ hohe Robustheit (Stift zumeist in Metallgehäuse, keine beweglichen Teile oder empfindliche Optiken)
- sehr kleine Einheit, da der Dekoder meist separat untergebracht ist

Nachteile:
- schlechte Leseergebnisse bei beschädigten Codes oder solchen von geringer Druck- oder Oberflächenqualität
- geringe Toleranzen bei Lesegeschwindigkeit (insb. deren Veränderung) und Lesewinkel
- durch mehrfaches Überstreichen desselben Barcodes kann der Barcode mechanisch beschädigt werden (vor allem bei Barcodes, die mit Thermodruckern erstellt wurden)
- im Vergleich zu Scannern relativ unkomfortables, langsames Erfassen
- speziell bei längeren Barcodes ist einige Übung notwendig, um den Code in voller Breite zu erfassen.
- Android-5.1-MDE-Gerät mit LTEoft separater Dekoder nötig

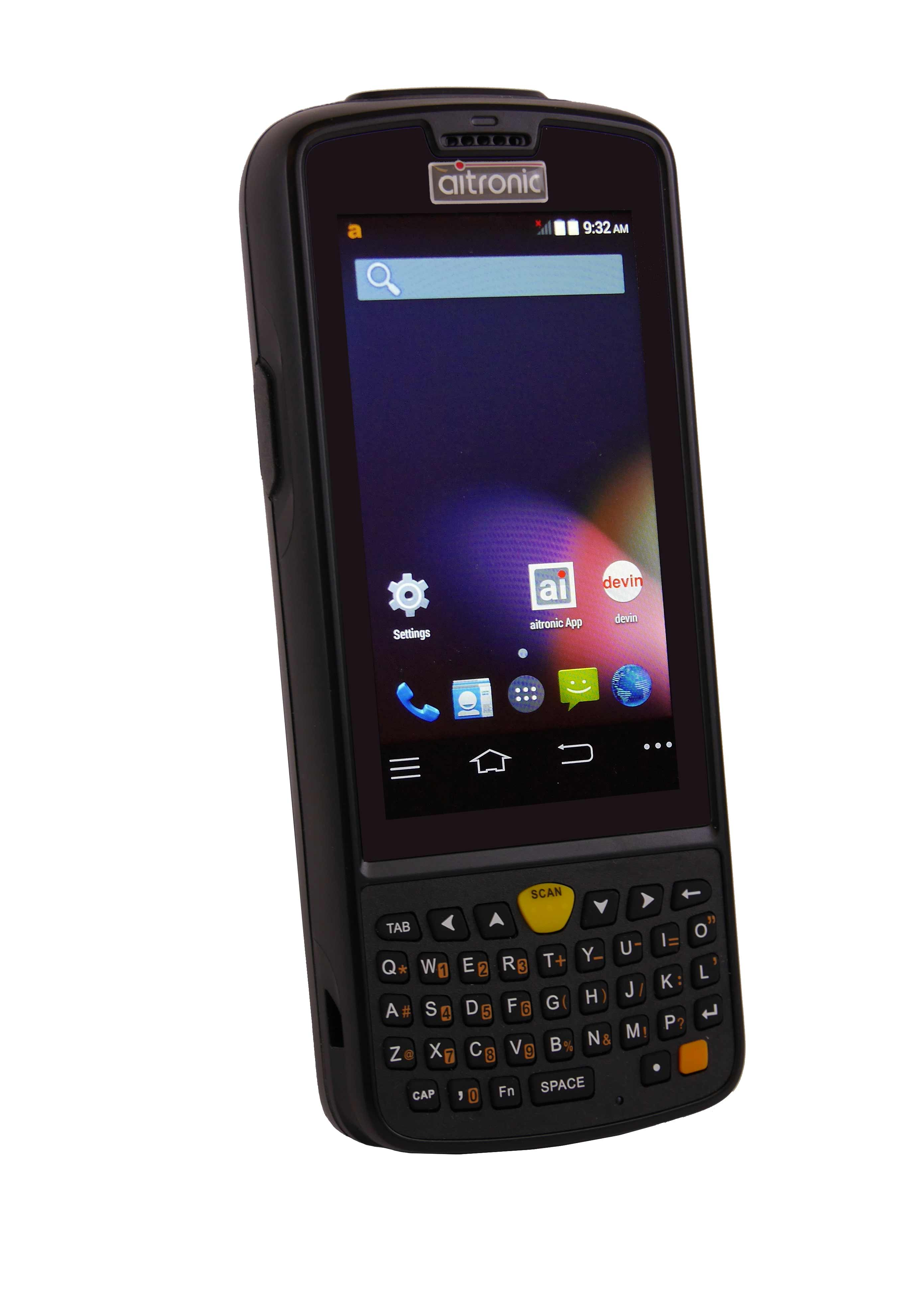
Android-5.1-MDE-Gerät mit LTE

- erfassen neuer, zweidimensionaler Barcodes nicht möglich

### Durchzugsleser für Barcode-Karten
Anstatt den Leser über den Barcode zu führen, steht die Leseeinheit bei einem Barcode-Kartenleser still und eine mit einem Barcode bedruckte Karte wird durch die Leseeinheit gezogen. Dabei ist ebenfalls ein eigener Dekoder notwendig, der auch in der Leseeinheit eingebaut sein kann. Auch diese Leser sind billig. Nachteilig ist, dass man nur Barcodes lesen kann, die auf Karten mit speziellen Dimensionen aufgedruckt sind.
Barcode-Kartenleser werden oft für preisgünstige Zutrittskontrollen oder Zeiterfassungssysteme verwendet. Um den Barcode vor einfachem Kopieren zu schützen und so den Karten eine gewisse Fälschungssicherheit zu geben, kann der Barcode mittels spezieller Kunststofffolien abgedeckt werden, die nur für Infrarot-Licht durchlässig sind, so dass er mit bloßem Auge oder mit einem Kopierer nicht sichtbar ist, aber mit einem IR-Leser gelesen werden kann.
Vorteile:
- einfach zu bedienen, da die Karte durch einen Schlitz gezogen werden muss, daher gut für Self-Service
- geringe Abmessungen
- geringe Anschaffungskosten
- Dekoder meist im Gehäuse integriert

Nachteile:
- liest Barcodes nur von Karten mit einem vorgegebenen Format und eignet sich daher nur für ganz spezielle Anwendungen
- Erfassen neuer, zweidimensionaler Barcodes nicht möglich

### CCD-Scanner

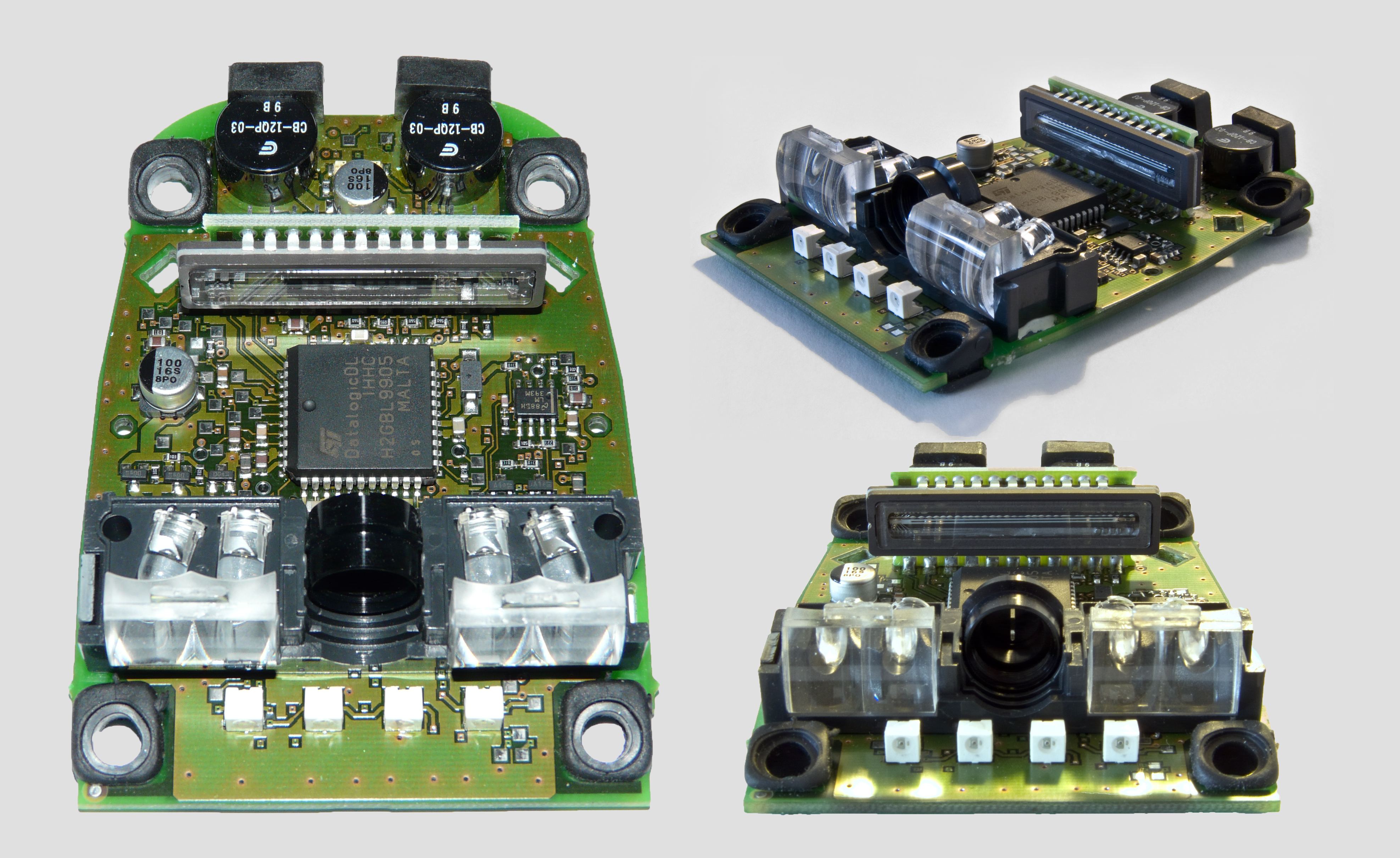
CCD-Barcode-Scanner

Beim CCD-Scanner wird ein sehr flacher Zeilenausschnitt des Barcode in seiner gesamten Breite auf einmal erfasst. Hierzu wird der Code durch Leuchtdioden beleuchtet. Der Barcode reflektiert je nach Helligkeit oder Dunkelheit auf eine CCD- oder Fotodiodenzeile. Ein Dekoder entziffert hieraus die Striche und Lücken des Barcodes und somit die darin enthaltene Information. Der Abstand vom Barcode darf je nach LED-Stärke, Optik (Schärfentiefe), Größe des Barcodes und dem Umgebungslicht wenige Zentimeter bis zu ca. einem halben Meter betragen.
Vorteile:
- Einfache Anwendung auch für Laien
- schnelles Erfassen des Barcodes „auf Knopfdruck“
- Durch mehrmalige Dekodierung des Codes in einem Lesevorgang wird die Lesesicherheit erhöht.
- keine beweglichen, mechanischen Bauteile
- relativ hohe Auflösung

Nachteile:
- Es ist zwar kein Berührungsleser, aber der mögliche Leseabstand ist relativ gering.
- Erfassen neuer, zweidimensionaler Barcodes (2D-Codes) nicht möglich

### Laserscanner
Ein oder mehrere Laserstrahlen werden auf den Barcode gerichtet und über einen Schwingspiegel, ein Spiegelrad oder andere optischen Systeme linienförmig in hoher Geschwindigkeit über den Barcode geführt. Das vom Barcode durch die hellen und dunklen Striche stärker oder schwächer reflektierte Licht wird dann von einer Optik erfasst und mittels Photodiode in elektrische Signale umgewandelt und ausgewertet.
Vorteile:
- Hoher Leseabstand möglich
- Lesen auch unter schwierigen Lichtbedingungen möglich
- Einfache Anwendung auch für Laien
- Hohe Lesegeschwindigkeit

Nachteile:
- Erfassen neuer, zweidimensionaler Barcodes nicht möglich
- Durch mechanisch bewegliche Komponenten erhöhte Störanfälligkeit

#### Lineare Laserscanner
Bei einfacheren Laserscanner überstreicht der Lichtpunkt den Barcode im immer gleichen Winkel. Zur vollständigen Erfassung des Barcodes müssen dessen Striche daher im ca. 90° Winkel zur Leserichtung stehen oder vom Bediener entsprechend ausgerichtet werden. Für den Betrachter entsteht eine einzeilige Scanlinie.

#### Laserscanner mit linearem Raster
Das lineare Raster wird durch leichtes Versetzen des von links nach rechts schwingenden Lichtpunktes in vertikaler Richtung erreicht. Dies geschieht vom System automatisch und in hoher Geschwindigkeit. Für den Betrachter entsteht ein Feld aus mehreren parallelen Linien. Diese Technik erhöht sowohl die Größe des Scanbereiches (genaues Zielen wird weniger wichtig) als auch die Toleranz gegen kleinere Schäden im Barcode (da diese durch die Variation des Ausschnittes weniger ins Gewicht fallen oder rekonstruiert werden können).

#### Omnidirektionale Laserscanner
Versetzte oder rotierende Spiegel oder Prismensysteme erzeugen Rasterlinien, also mehrere Linien, die das Lesefeld in zueinander versetzten Winkeln überstreichen. Auf diese Weise ist ein Ausrichten des Barcodes überflüssig, da es i. d. R. bereits fünf verschiedene, im Kreis angeordnete Scanrichtungen erlauben, den Barcode in beliebigem Winkel zur Laufrichtung des Lichtpunktes auszurichten. Für den Betrachter entsteht ein Raster aus vielen, sich überschneidenden, kreisförmig angeordneten Linien.

#### Laserscanner mit rotierendem Raster
Bei dieser Weiterentwicklung der omnidirektionalen Scantechnik entsteht durch schnelle Rotation des gesamten Scanfeldes um den eigenen Mittelpunkt ein Lesebereich, der von dem Lichtpunkt des Laserstrahls in sehr kurzer Zeit in beinahe jedem Winkel überstrichen wird. Auf diese Weise wird der gesamte Barcode erfasst, ohne maßgebliche Bereiche auszulassen. Eingerissene oder beschädigte Barcodes können von der Dekodersoftware noch besser rekonstruiert werden, die Erfassung erfolgt noch schneller, da der Barcode beinahe sofort erkannt wird.
Die Informationen des reflektierten Strahls können im Dekoder auch zusammengesetzt werden und so den gesamten Inhalt des Codes erfassen. Ein Qualitätsmerkmal eines Laserscanners ist seine Scangeschwindigkeit, das heißt, wie oft der Punkt in einer Sekunde den Barcode überstreicht. Diese Frequenz kann, je nach Anforderungen an den Scanner, zwischen wenigen Dutzend bis hin zu vielen tausend Hertz liegen.
Der maximale Abstand des zu lesenden Barcodes kann bei Laserscannern 10 cm, 15 cm oder mehrere Meter (bei total reflektierenden Barcodes) betragen. Eingesetzt werden solche Scanner z. B. in Hochregallagern, um Barcodes vom Gabelstapler aus zu lesen. Die Barcodes müssen hierbei allerdings auch eine ungewöhnlich hohe Größe aufweisen.

### Kamera-Scanner (Imager)
Die neuste Generation von Barcodelesegeräten wird als „Imager“ bezeichnet. Sie erfassen den Barcode mit Hilfe einer kleinen Kamera. Danach wird das aufgenommene Bild durch digitale Bildverarbeitung aufbereitet und der Barcode digital erfasst. 2D-Bild-Scanner und CCD-Scanner verwenden zur Erfassung und Dekodierung des Bildes eine vergleichbare Technik, wobei in einem 2D-Bild-Scanner nicht nur eine, sondern mehrere (viele) Zeilen des präsentierten Bildes gleichzeitig erfasst werden. Somit ist es möglich, die Information auf einer zweidimensionalen Fläche anzuordnen und in einem Schritt zu erfassen. Imager sind durch die integrierte Kamera auch zur Erfassung von Dokumenten oder Ausweisen verwendbar und bieten damit z. B. an der Kasse eine deutlich erweiterte Funktionalität. Außerdem ist es mit Hilfe der digitalen Bildverarbeitung auch möglich, Kamera-Handys als Lesegeräte insbesondere für 2D-Codes einzusetzen. Da 2D-Codes relativ viele Informationen auf kleiner Fläche darstellen, können auf diese Weise auch kleinere Dateien übertragen werden (z. B. Soundschnipsel, Werbebotschaften oder erweiterte Produktinformationen). Aus Kostengründen werden in Kamera-Scannern oft monochrome Fotosensoren (CMOS, CCD o. Ä.) eingesetzt, mit denen sich nur Schwarzweiß-Aufnahmen erstellen lassen. Es sind auch Systeme mit Farbkamera verfügbar.
Vorteile:
- Omnidirektionale Erfassung des Codes
- keine beweglichen Spiegeloptiken, daher deutlich robuster und platzsparender
- Dekodierung von Codes mit sehr hoher Informationsdichte

Nachteile:
- relativ teure Technik
- relativ geringe 1D Auflösung (verglichen mit 1D CCD Scanner)

#### Handy-Scanner
Eine weitere neue Generation sind sogenannte Handy-Scanner. Es existieren eine Reihe von Anwendungen für Mobiltelefone, die es ermöglichen, 1- oder 2-dimensionale Codes und Barcodes mit der Digitalkamera des mobilen Telefons zu erfassen und dem Anwender weitere Informationen hierzu anzuzeigen. Neben der Handy-Kamera ist auf dem Mobiltelefon eine Bildverarbeitungsapplikation notwendig, die für die Auswertung der Kamerabilder zuständig ist. Ein Beispiel ist die App Barcoo, welche unter anderem anhand der Barcodes von Lebensmittel-Produkten die zugehörigen Nährwertangaben in Ampelform (Lebensmittelampel) darstellt.

## Datenübertragung
Die dekodierten Daten können anschließend über verschiedene Schnittstellen an das übergeordnete System weitergegeben werden.
- Eine häufige Verwendung ist das Einschleifen in die Tastaturanschlussleitung des Computers meist mittels Zwischenstecker (Tastatur/Wedge-Emulation). Das hat den Vorteil, dass keinerlei Software-Anpassungen notwendig sind, da der Computer gar nicht erkennt, ob es sich um eine manuelle oder um eine eingelesene Dateneingabe handelt. Zu beachten sind lediglich Tastaturbelegung und das verwendete Betriebssystem.
- Oder die Übertragung findet über eine andere externe Schnittstelle des Computers, eine serielle Schnittstelle wie RS232 oder RS485, einen USB-Port o. ä. statt. Per USB angebundene Leser melden sich dabei in der Regel wie eine Tastatur als Eingabegerät (Human Interface Device, HID) an und können ohne Installation zusätzlicher Treiber genutzt werden.
- Oder die Leser sind ein integrierter Bestandteil eines Datenerfassungsgerätes, das beispielsweise in einem Funknetzwerk (WLAN) die Daten weitergibt.
- Als weitere drahtlose Datenübertragung wird neben proprietären Funktechniken häufig auch Bluetooth verwendet.
- In der Automatisierungstechnik werden häufig Geräte eingesetzt, die über die gängigen Feldbusse an eine übergeordnete Steuerung angebunden werden.